# Дженаро, Фрэнки
Фрэнк (Фрэнки) Дженаро (англ. Frank "Frankie" Genaro, фамилия при рождении Ди Дженнаро, итал. DiGennaro; 26 августа 1901, Нью-Йорк, США — 27 января 1966, США) — американский боксёр-профессионал, выступавший в наилегчайшей (Flyweight) весовой категории. Являлся чемпионом мира по версии ВБА (WBA). Олимпийский чемпион 1920 года.
Наилучшая позиция в мировом рейтинге: ??-й.

## Результаты боёв
| Бой | Дата | Соперник | Судьи | Место боя | Раундов | Результат | Дополнительно |
| --- | ---- | -------- | ----- | --------- | ------- | --------- | ------------- |
|     |      |          |       |           |         |           |               |
| Бой | Дата | Соперник | Судьи | Место боя | Раундов | Результат | Дополнительно |